# Заветина
Заветина или обетина је врста народног празника који се празнује у селима по Србији.
У Србији свако село има по један дан који слави и светкује. То обично бива лети, од Васкрса до Петрова поста. Обичај се негде зове заветина, а негде се каже носити крста или крстоноше (они што иду с крстовима и с иконама по пољу и по селу). У Гружи овај обичај зову литија, а у неким крајевима источне Србије литије или крсти. Реч обетина је старословенског порекла обѣтъ, што значи „завет“, „свечано обећање“. Овај израз се користи само у чачанском крају. Углавном се обетина обележава када је бела недеља или како се другачије зове трапава седмица да би могло да се ужива у храни и пићу.
Главни верски елемент обичаја био је обилажење посвећеног дрвета или записа, од којег се очекивало да утиче на летину и да је сачува од непогоде. У ту сврху бирана су велика и разграната стабла, најчешће храстово или орахово, а нарочито се пазило да дрво буде родно. Најстроже је било забрањено свако скрнављење записа, као и брање плодова, а посвећено дрво се није могло посећи све док се не сасуши. Под записом, или „молитвом“ како се још каже приносиле су се жртве, тако што се са крв најчешће заклане овце прскала по запису, а свештеник је држао литургију. После је почело приношење бескрвне жртве, сечење колача испод записа. Крстоноше се увек крећу са лева надесно јер по народном веровању лева страна је назадна и несрећна док је десна напредна и срећна. Око „светог дрвета“ се обилази трипут. Свако село има главни запис око кога се врше обреди. Он се кити венцем од цвећа који рано ујутру на дан обетине праве девојке и представља жртву „светом дрвету“ које је, симболично место, на коме станује божанство.